# Dalibor Dunovský
Dalibor Dunovský (* 27. září 1959) je český baskytarista, v současnosti hrající především se zpěvákem Petrem Bendem a skupinami Folk Team a Progres 2. V minulosti rovněž působil v kapelách Taxi, Bronz či E-band.

## Biografie
Jako hudebník začínal v roce 1978 hrát s brněnskou rockovou skupinou Kern, kde působil do roku 1982.
V polovině 80. let 20. století se Dalibor Dunovský stal členem brněnské folk rockové skupiny Folk Team, se kterou vystupuje dodnes, v současnosti ale pouze jako host. Od roku 1988 působil rovněž v rockové skupině Progres-Pokrok, s níž vystupoval s koncertním programem Otrava krve do konce roku 1989, přičemž na přelomu let 1989 a 1990 následovalo nahrání stejnojmenné studiové desky. V té době byl také členem skupiny Špilberk. V letech 1990 a 1991 hrál ve skupině Taxi, která ale ukončila činnost kvůli zdravotním problémům kytaristy Miloše Makovského.
Následně hrál například v kapelách Kamelot, Avocado či Kern, působí i v divadle Husa na provázku. Od roku 2003 hraje v doprovodné skupině zpěváka Petra Bendeho, kde se setkal s bývalým spoluhráčem z Taxi, klávesistou Borkem Nedorostem. Kromě toho se také občas věnuje podnikání.
V roce 2008 vystoupil na dvojkoncertě ke 40. výročí založení skupiny The Progress Organization, z níž se vyvinula kapela Progres-Pokrok. Od téhož roku příležitostně hrál se znovuobnovenou skupinou Taxi, stal se též členem E-bandu, který vedl Oldřich Veselý.
Od roku 2021 se společně s Jakub Michálek začal střídat na postu hostujícího baskytaristy ve skupině Progres 2.

## Diskografie

### S Folk Teamem
- 1989 – Folk Team (album)
- 1991 – Všechna ta smutná hudba (album)
- 1993 – Otevřete! Jsou tady lidé… (album)

### S Progres-Pokrok
- 1989 – „Moja najzlatejšia lýra“ (singl)
- 1990 – Otrava krve (album)
- 2008 – Progres Story 1968–2008 (živé album z roku 2008)
- 2008 – Progres Story 1968–2008 (živé DVD z roku 2008)

### S Petrem Bendem
- 2005 – pb (album)
- 2006 – Život ve vteřinách.cz (album)

### Ostatní
- 1990 – Špilberk: „Bouře doznívá“ (singl)
- 1991 – Kamelot: Tajný výpravy (album)
- 2008 – Taxi: Taxi incl. Miloš Makovský (album)
- 2011 – Oldřich Veselý + E-band: Restart (album)